# کتابخانه جاوااسکریپت
کتابخانه جاوا اسکریپت (به انگلیسی: JavaScript library) یک کتابخانه از پیش نوشته شده با زبان جاوا اسکریپت است که امکان توسعه آسان‌تر برنامه‌های مبتنی بر جاوا اسکریپت، به خصوص ایجکس و سایر فناوری‌های وب محور را فراهم می‌کند.

## تاریخچه
درحالیکه جاوا اسکریپت، برای اولین بار توسط نت‌اسکیپ (و بعداً موزیلا) توسعه یافته‌است، مدت‌هاست که در بسیاری از وب‌سایت‌ها در وب حضور داشته‌است، با ظهور عصری که محاسبات وب ۲٫۰ اوج خاصی را به دست آورد، جاوا اسکریپت به‌طور فزاینده‌ای مورد استفاده قرار گرفت. از قبیل توسعه رابط‌های کاربر برای برنامه‌های کاربردی، مبتنی بر وب و رومیزی.
جاوا اسکریپت همچنین با سی‌اس‌اس ترکیب شد تا صفحات وب پویا را ایجاد کند، که به‌عنوان یک جایگزین کارآمدتر و در دسترس برای وب‌سایت‌های مبتنی بر فلش نیز محبوبیت پیدا کرده‌اند.

## کتابخانه‌ها
با افزایش تقاضا برای جاوا اسکریپت، به ابزاری آسان‌تر برای برنامه‌نویسان برای توسعه چنین رابط‌های پویا نیاز بود؛ بنابراین، کتابخانه‌های جاوا اسکریپت و کتابخانه‌های ویجت جاوا اسکریپت توسعه داده شدند که به توسعه‌دهندگان این امکان را می‌دهد تا بیشتر روی برنامه‌های متمایز از آژاکس تمرکز کنند. این امر باعث شده تا شرکت‌ها و گروه‌های دیگری مانند مایکروسافت و یاهو!، کتابخانه‌های رابط کاربری مبتنی بر جاوا اسکریپت خود را که راه خود را در برنامه‌های وب ایجادشده توسط این شرکت‌ها پیدا می‌کنند، توسعه دهند.
برخی از کتابخانه‌های جاوا اسکریپت امکان ادغام آسان‌تر جاوا اسکریپت با سایر فناوری‌های توسعه وب، مانند سی‌اس‌اس، پی‌اچ‌پی، روبی و جاوا را فراهم می‌کنند. بسیاری از کتابخانه‌ها کد را برای تشخیص تفاوت بین محیط‌های زمان اجرا و حذف نیاز به برنامه‌ها برای ایجاد چنین ناسازگاری‌ها شامل می‌کنند.
تقریباً تمام کتابخانه‌های جاوا اسکریپت تحت مجوز کتابخانه‌دار یا مجوز کپی‌لفت منتشر می‌شوند تا از توزیع، استفاده و اصلاح بدون مجوز اطمینان حاصل شود.

## چارچوب‌ها
برخی از کتابخانه‌های جاوا اسکریپت، مانند آنگولار، به عنوان چهارچوب طبقه‌بندی می‌شوند؛ زیرا قابلیت‌ها و ویژگی‌های فول استک را که در کتابخانه‌های عمومی جاوا اسکریپت وجود ندارد، ارائه می‌دهند.